# 귀때기청봉
귀때기청봉은 설악산 중청봉에서 시작되어 서쪽 끝의 안산으로 이어지는 서북주릉 상에 위치한 봉우리이다.
한계령 삼거리에서 대승령 방향으로 1시간 거리에 있으며, 반대 방향은 끝청봉~중청봉으로 이어진다.
귀때기청봉이라는 이름은 이 봉우리가 설악산의 봉우리 가운데 가장 높다고 으스대다가 대청봉ㆍ중청봉ㆍ소청봉 삼형제에게 귀싸대기를 맞았다는 전설에서 유래 됐다고도 하고, 귀가 떨어져나갈 정도로 바람이 매섭게 분다고 하는 데서 유래 됐다고도 한다.

## 같이 보기
- 설악산의 지질
- 한국의 산